# Nihonmachi

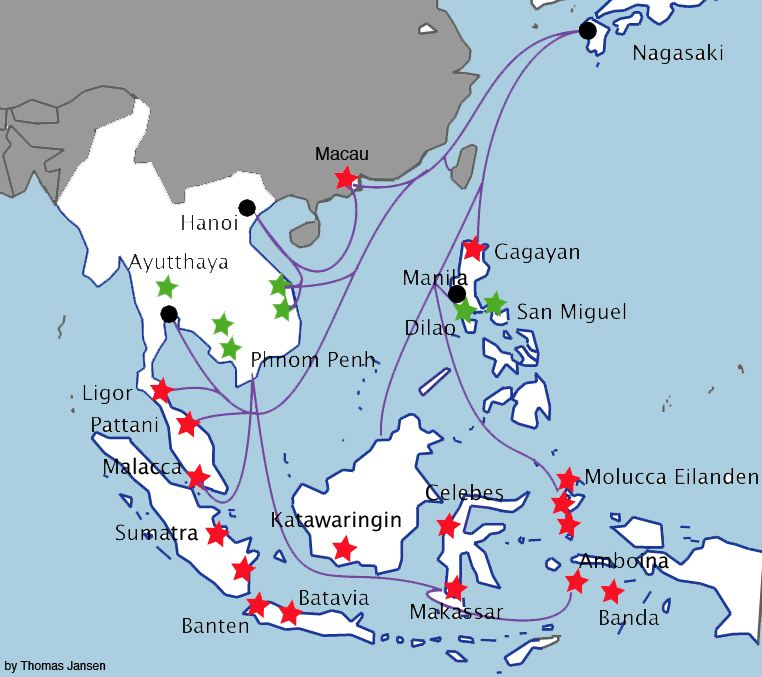
Les établissements japonais au : en vert, les communautés japonaises ; en rouge, les enclaves japonaises ; en noir, les villes d'importance commerciale.

Nihonmachi (日本町 ou 日本街, littéralement « ville japonaise » ou « rue japonaise ») est un terme utilisé pour désigner les communautés japonaises historiques en Asie et Asie du Sud-Est. Le terme sert également à désigner plusieurs communautés d'aujourd'hui, mais la plupart d'entre elles sont appelées simplement « quartier japonais », à l'imitation du terme commun « quartier asiatique ».

## L'âge du commerce

### Histoire
Pendant une brève période aux XVIe et XVIIe siècles, l'activité à l'étranger et la présence japonaise en Asie du Sud et ailleurs dans la région explosent. De grosses communautés japonaises, connues sous le nom nihonmachi, se développent dans la plupart des grands ports et des centres politiques de la région où elles exercent une influence politique et économique considérable.

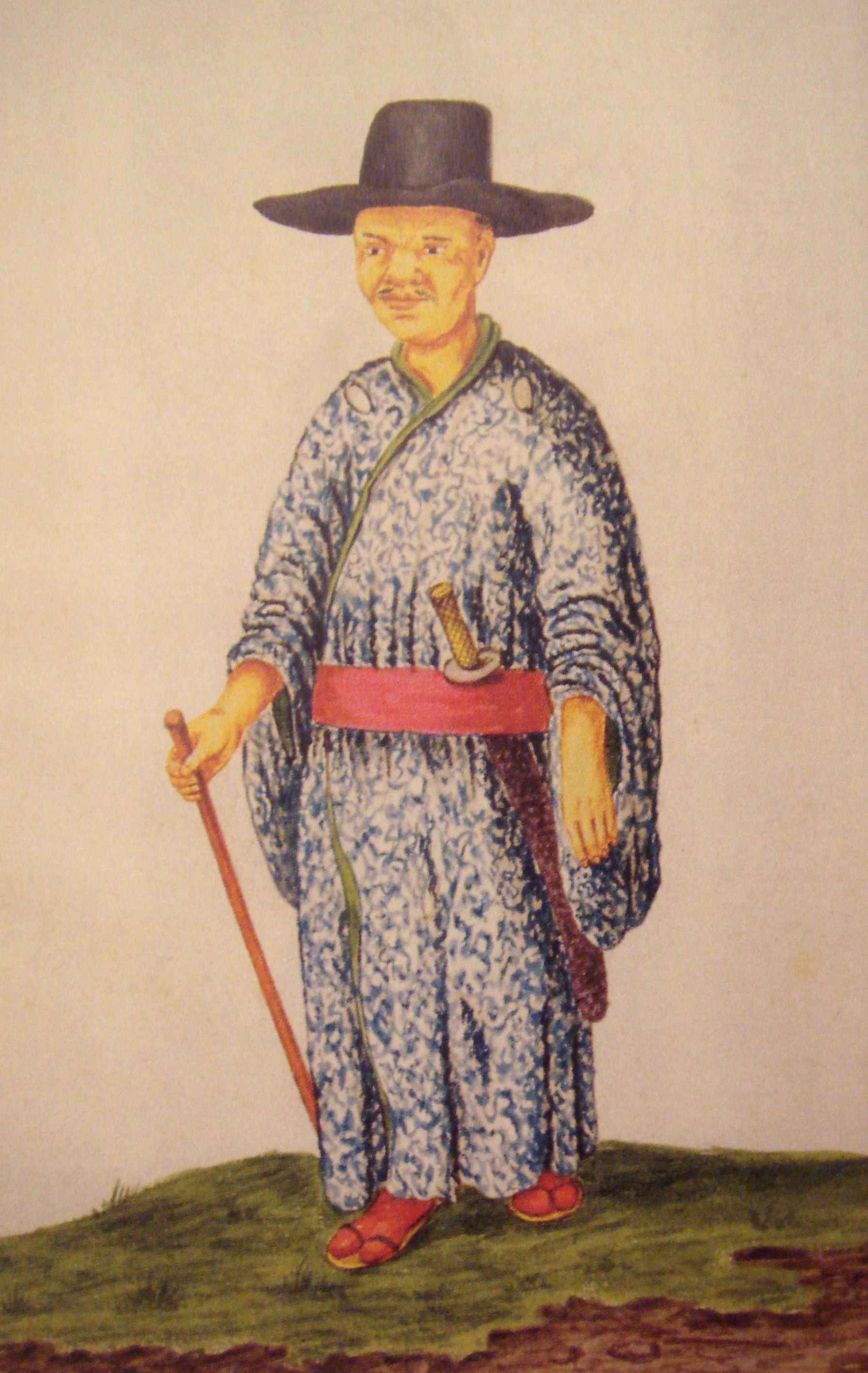
Chrétien japonais à Jakarta vers 1665 par Andries Beeckman.

Les Japonais sont actifs sur les mers et dans toute la région depuis des siècles, voyageant pour des raisons commerciales, politiques, religieuses et autres. Le XVIe siècle cependant est témoin d'une augmentation spectaculaire de ces voyages et des activités qui en résultent. Les conflits internes inhérents à la période Sengoku amènent un grand nombre de personnes, principalement des samouraïs, des marchands roturiers et des chrétiens cachés à chercher fortune au-delà des mers.
Beaucoup des samouraïs qui fuient le Japon à cette époque sont ceux qui se sont trouvés du côté des perdants de divers conflits majeurs ; certains sont des rōnin, certains d'anciens combattants des invasions japonaises de la Corée ou de divers autres conflits majeurs. Comme Toyotomi Hideyoshi et plus tard les shoguns Tokugawa émettent régulièrement des édits d'interdiction du christianisme, beaucoup fuient le pays et s'installent en grand nombre à Manille la catholique.
En conséquence de l'interdiction sur le commerce ou les voyages sino-japonais promulguée par la dynastie Ming, les divers pays de l'Asie du Sud-Est deviennent les principales destinations. À partir de 1567, l'interdiction est levée pour le commerce et le contact en Asie du Sud-Est et de nombreux commerçants qui, autrement, auraient été jugés comme pirates pour leur violation de l'interdiction, peuvent ainsi s'engager dans des activités commerciales légales, même si le commerce et le voyage directement entre la Chine et le Japon restent interdits. Ces facteurs s'associent à un certain nombre d'autres pour créer une scène d'échange dynamique entre l'est et l'Asie du Sud-Est, période que l'historien du Sud-Est asiatique, Anthony Reid, a surnommée « l'âge de commerce ».
Les Japonais à l'étranger travaillent dans une multitude de secteurs mais la plupart sont marchands, mercenaires, marins, soldats, fonctionnaires ou travailleurs manuels de toutes sortes. L'établissement du système des navires au sceau rouge par Toyotomi Hideyoshi dans les années 1590, et sa continuation sous Tokugawa Ieyasu dans les premières décennies du XVIIe siècle, permet à ce commerce et à l'activité à l'étranger d'atteindre un point culminant et d'entrer dans un âge d'or. Grâce à ces aventuriers maritimes et aux collectivités d'outre-mer, les entrepôts de commerce japonais en Asie du Sud-Est prospèrent. Beaucoup des ports les plus actifs se dotent d'un maître de port ou à la tête de la communauté japonaise[pas clair]. Ce maître de port, appelé syahbandar en Malaisie et en Indonésie, supervise les activités des habitants du nihonmachi, sert comme agent de liaison entre la communauté et les autorités locales et joue un rôle important dans la coordination du commerce du port avec les commerçants japonais non résidents qui arrivent au port.
Pendant environ trois décennies, les communautés japonaises à travers l'Asie du Sud-Est prospèrent. Cette situation arrive cependant à son terme dans les années 1630 lorsque le shogunat Tokugawa commence à mettre en œuvre sa politique de restrictions maritimes. En 1635, il est interdit aux Japonais de voyager à l'étranger et de rentrer au Japon à partir de l'étranger. Certains des nihonmachi en Asie du Sud survivent jusqu'à la fin du XVIIe siècle. Le commerce extérieur du Japon est désormais géré exclusivement par les Chinois, les Néerlandais et les navires du sud-est asiatique, mais les Japonais vivant à l'étranger continuent à jouer un rôle commercial important et, dans certains cas, à exercer une influence considérable sur les économies d'un certain nombre de ports. Pourtant, à la fin du XVIIe siècle, le manque d'afflux de nouveaux immigrants japonais conduit ces communautés soit à disparaître par assimilation dans les peuples de leurs nouvelles patries, soit à disparaître complètement.

### Les communautés
Au cours de cette brève mais dynamique période, des communautés japonaises (nihonmachi) existent dans la plupart des grands ports et des centres politiques de la région dont Batavia aux Indes orientales néerlandaises, Hội An à Nguyễn au sud du Viêt Nam, Manille dans les Philippines sous contrôle espagnol et à Phnom Penh au Cambodge. Le plus grand et peut-être le plus célèbre nihonmachi de cette période se trouve dans la ville portuaire siamoise et capitale royale d'Ayutthaya dont le chef, l'aventurier Yamada Nagamasa, occupe différents postes et titres importants à la cour royale. Yamada est à la tête d'une armée de 700 Japonais et participe à des répressions de rébellions, à des guerres civiles et à des conflits de succession. Il est également autorisé à contrôler les monopoles sur des produits particuliers, tels que la peau de daim, et se voit accorder, au moins de façon formelle, le gouvernorat de quelques provinces à divers endroits.
À l'autre extrémité de l'éventail, si le port de Tonkin dans le nord du Vietnam joue un rôle important dans le commerce de la soie de la région, les autorités Trịnh locales y découragent activement la formation d'un nihonmachi. Cette attitude est sans doute en grande partie le résultat de préoccupations quant à la nature belliqueuse des Japonais dans la région (beaucoup sont des samouraïs servant de pirates et de mercenaires) et sur les livraisons d'armes et de munitions en provenance du Japon au Siam, et dans le sud du Vietnam. Afin d'éviter la violence potentielle au sein de leur principal port, les seigneurs de Trịnh cherchent à éviter toute présence japonaise permanente importante, même si de nombreux commerçants japonais notables et importants y font souvent escale.

#### Ayutthaya

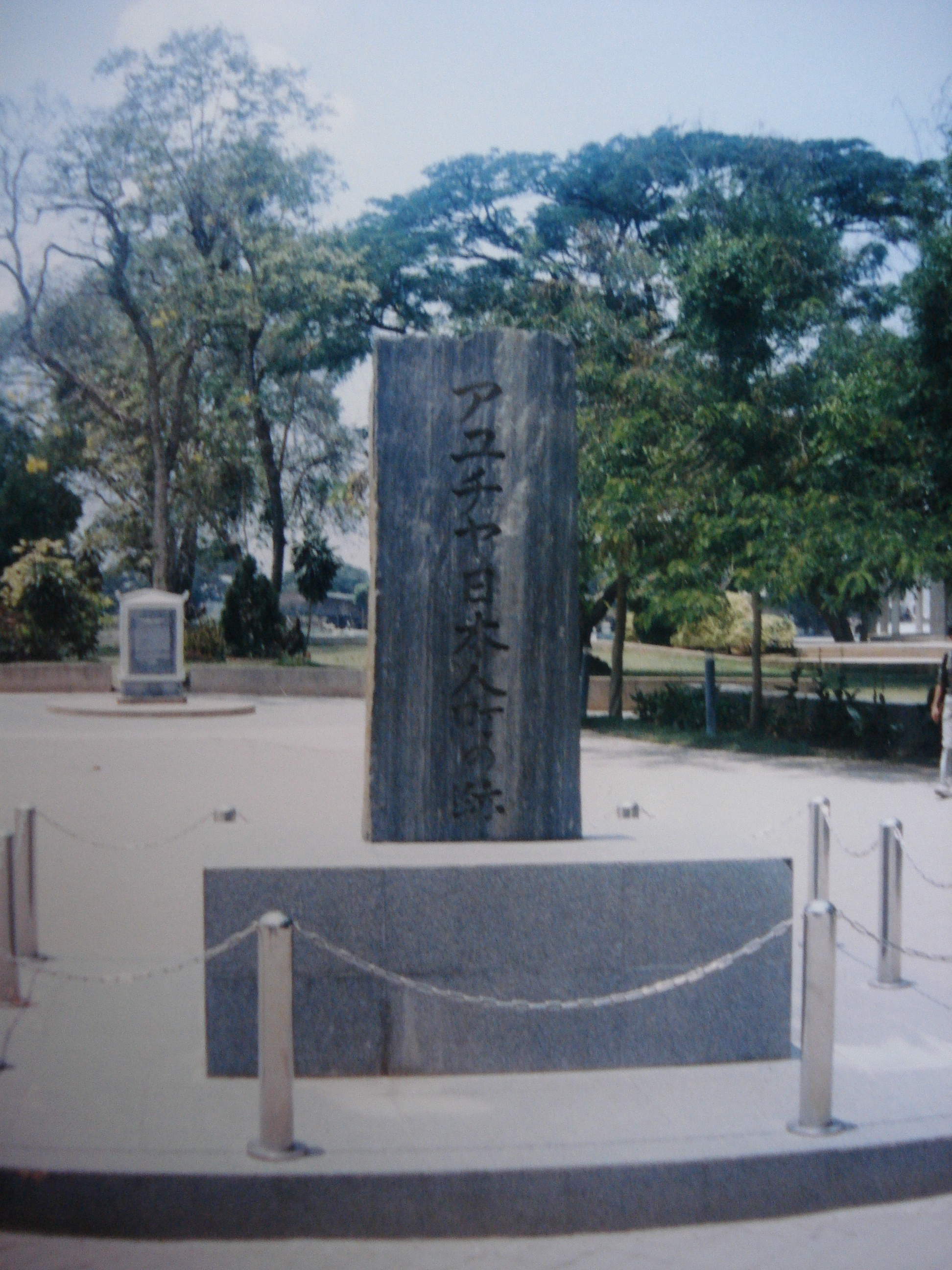
Stèle à la mémoire du nihonmachi d'Ayutthaya.

Ayutthaya (situé non loin de l'actuelle Bangkok en Thaïlande) passe pour avoir eu une population japonaise de 1 500 personnes à l'apogée de la taille et de la force du nihonmahi local dans les années 1620. Le royaume d'Ayutthaya commerce avec le Japon seulement vers 1570 bien qu'il soit activement engagé depuis plus de cent ans dans le commerce avec le royaume de Ryūkyū situé à peu de distance au sud du Japon. Cette fois encore, le développement des échanges commerciaux marque le début de la communauté japonaise à Ayutthaya, l'un des ports les plus éloignés du Japon avec lesquels les Japonais négocient à l'époque moderne. Des « aventuriers » japonais, la plupart du temps des rōnin fuyant le Japon et à la recherche de leur fortune à l'étranger, sont accueillis par les rois d'Ayutthaya et nombre d'entre eux sont employés par le gouvernement royal comme gardes du corps, soldats et dans d'autres activités. Le royaume entre souvent en conflit avec la dynastie Taungû de Birmanie et beaucoup de ces soldats samouraïs servent la cour au combat. Les rois engagent également des relations formelles avec les shoguns Tokugawa et en reçoivent des livraisons d'armes et de munitions parmi beaucoup d'autres articles de commerce. Dans les années 1620, le Japon est le plus important partenaire commercial d'Ayutthaya, avec plus de vingt maisons de commerce japonaises ainsi que de nombreux aventuriers et négociants indépendants qui s'adonnent à la navigation commerciale entre Ayutthaya et Nagasaki tous les ans.
Les relations et le commerce entre le Japon et Ayutthaya sont solides et amicales pendant environ soixante ans jusqu'à ce qu'une série de scandales politiques en 1630 conduise le shogunat à la séparation formelle des liens avec le royaume thaï. Après la mort du roi Songtham, Prasat Thong s'empare du trône par un violent coup d'État. Dans le cadre de ce régime, Prasat Thong prévoit que le chef du nihonmachi, Yamada Nagamasa, qui occupe également des postes de premier plan à la cour et à la tête d'un contingent de gardes du corps royaux japonais, soit tué. Craignant des représailles de la communauté japonaise, le nouveau roi fait mettre le feu au nihonmachi dont la plupart des habitants sont expulsés ou tués. Beaucoup de Japonais fuient au Cambodge puis un certain nombre revient quelques années plus tard, après avoir été amnistiés par le roi.
Le shogunat, qui considère Prasat Thong comme un usurpateur et un prétendant au trône, rompt les liens avec le royaume. Le commerce se poursuit à bord des navires chinois et néerlandais et, bien que les relations formelles ne soient pas rétablies à la suite de l'ascension du roi Narai sur le trône en 1657, événement dans lequel la communauté japonaise joue un rôle non négligeable, la participation de la cour royale au commerce avec le Japon reprend.
Le nihonmachi revit un temps et joue un rôle important dans la gestion de certains aspects du commerce japonais au port, et subsiste jusqu'à la fin du XVIIe siècle, avant d'être assimilé dans la population siamoise et de disparaître. Une grande partie de la ville est détruite quand elle est prise par les Birmans en 1769 et il ne reste de nos jours que très peu de bâtiments intacts ou autres restes notables ou d'une certaine taille du nihonmachi d'alors. Un marqueur officiel, placé dans les temps modernes, indique le site qui a fait l'objet d'une recherche archéologique et qui a été visité à la fois par l'actuel empereur du Japon, Akihito et son prédécesseur Hirohito.

#### Hội An

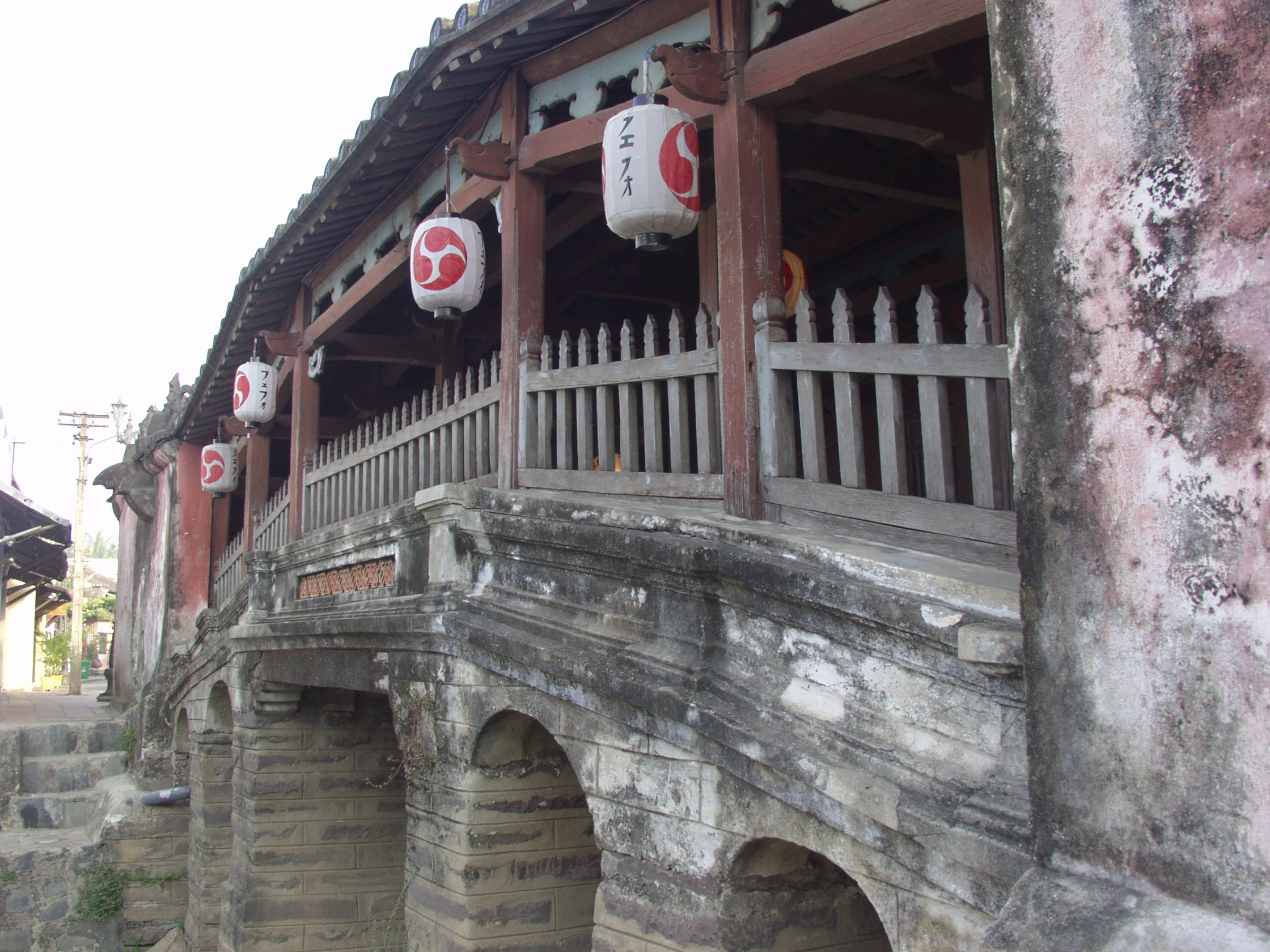
« Pont japonais » de Hội An.

Hội An, situé à une courte distance de Da Nang, est le plus grand port au début du Vietnam moderne. La communauté japonaise y est assez petite. Elle est composée de seulement quelques dizaines de foyers, contrairement aux communautés japonaises d'autres villes, comme Ayutthaya, et à la population chinoise de Hội An qui en compte des milliers. Même ainsi, les Japonais du nihonmachi de Hội An exercent une puissante influence sur les affaires du port de commerce, la demande japonaise de soie étant si grande que les allées et venues annuelles des navires marchands japonais causent des changements cycliques considérables des prix du marché. En moyenne, plus de dix navires japonais visitent le port chaque année pendant la période des « navires au sceau rouge », c'est-à-dire entre environ 1590 et 1635, ce qui représente un bon quart de l'activité économique maritime japonaise, plus que celle de tout autre port pris séparément.
Pendant plusieurs mois chaque année, lorsque les alizés autorisent navires chinois et japonais à arriver, un marché dynamique apparaît dans le port et les marchands chinois, japonais et vietnamiens s'engagent dans le commerce d'une grande variété de marchandises. Parmi les autres facteurs qui contribuent à sa prospérité, Hội An est bien placé pour servir de port neutre où Chinois et Japonais peuvent commercer sans enfreindre l'interdiction (haijin), promulguée par les Ming. Pendant le reste de l'année, les membres de la communauté japonaise dans la ville portuaire se préparent pour le marché en réunissant des produits de marchands chinois et vietnamiens selon les exigences particulières des marchands basés au Japon qui arriveront avec les navires.
Les premiers marchands hollandais arrivent dans le port en 1633 et sont accueillis par le chef du nihonmachi. Bien que le shogunat impose des restrictions maritimes à partir de 1635, interdisant la participation directe du Japon dans le commerce à l'étranger, les documents néerlandais indiquent que pendant les quelques années où Néerlandais et Japonais coexistent à Hội An, les Japonais dominent complètement l'économie du port. Même après 1635, les Japonais sont réticents à traiter avec les Hollandais, leur achat de soie aux Chinois étant d'un tel volume que les marchands hollandais sont rarement en mesure d'acheter les quantités qu'ils désirent et doivent faire face à des prix nettement plus élevés, résultant d'approvisionnements considérablement réduits. Au cours du XVIIe siècle, la communauté japonaise à Hội An diminue progressivement et finit par disparaître, assimilée à la communauté vietnamienne. Les mariages mixtes non seulement au sein du nihonmachi mais entre les familles de marchands japonais notables et la famille noble de Nguyễn, comme en témoignent des documents contemporains, des pierres tombales et diverses formes de preuves anecdotiques. Les descendants de plusieurs de ces familles de marchands possèdent encore aujourd'hui des objets de succession témoignant des liens des familles au Vietnam.
Hội An est aujourd'hui une petite et relativement modeste ville, son port étant depuis longtemps ensablé, ce qui a conduit à une forte baisse de sa prospérité économique et de son importance. L'emplacement précis du nihonmachi dans la ville demeure inconnu mais les chercheurs continuent d'explorer le sujet, en utilisant la fois les documents de l'époque et les découvertes archéologiques. Ce qu'on appelle le « pont japonais », aussi appelé Lai Vien Kieu (« Pont des amis lointains »), reste l'un des sites les plus célèbres de la ville et sert comme un rappel de la communauté japonaise qui y prospérait autrefois. La sagesse populaire semble indiquer que ce pont marque l'entrée de la rue principale du nihonmachi, mais l'observation que le pont n'est pas construit dans un style japonais a conduit un certain nombre de chercheurs à écarter cette idée.

## Source de la traduction
- (en) Cet article est partiellement ou en totalité issu de l’article de Wikipédia en anglais intitulé « Nihonmachi » (voir la liste des auteurs).